# Dahalokely
Dahalokely là một chi khủng long, được Farke & Sertich mô tả khoa học năm 2013.